# Fueled by Ramen
Fueled by Ramen là một hãng thu âm Mỹ mà hoạt động như một công ty con của Warner Music Group, và được phân phối bởi Atlantic Records. Được thành lập tại Gainesville, Florida, có trụ sở tại thành phố New York. Allmusic đã gọi nó là một trong những "chấn tâm của phong trào emo-pop".

## Danh sách nghệ sĩ
Danh sách này được biên soạn dựa trên các thông tin tìm thấy trên trang web của Fueled by Ramen và đĩa nhạc của hãng đĩa.

### Các nghệ sĩ hoạt động
- Cobra Starship
- Fun.
- Ghost Town
- Gym Class Heroes
- Oh Honey
- Panic! at the Disco
- Paramore
- Rome
- Travie McCoy
- Twenty One Pilots
- Vinyl Theatre
- Young the Giant
- One Ok Rock
- All Time Low

### Các nghệ sĩ ngừng hoạt động
- The Academy Is...
- Animal Chin
- Ann Beretta
- A Rocket to the Moon
- Cadillac Blindside
- The Causey Way
- Days Away
- Discount
- The Friday Night Boys
- Frodus
- Jay Simulation
- The Hippos
- The Impossibles
- Kane Hodder
- Kissing Chaos
- Limp
- Mid Carson July
- October Fall
- Pollen
- Powerspace
- Roy
- Slick Shoes
- Slowreader
- The Stereo
- Swank
- Teen Idols
- Whippersnapper
- The Æffect

### Nghệ sĩ tạm thời gián đoạn
- Autopilot Off
- Blueline Medic
- Phantom Planet
- Recover

### Cựu thành viên
- The A.K.A.s
- August Premier
- The Cab
- Cute Is What We Aim For
- Fall Out Boy
- Forgive Durden
- Foundation
- The Hush Sound
- The Impossibles
- Jersey
- Jimmy Eat World
- Less Than Jake
- Lifetime
- The Pietasters
- This Providence
- Punchline
- Sublime With Rome
- The Swellers
- VersaEmerge
- Yellowcard